# Faro Boon
Faro Boon is een Belgisch bier. Het bier wordt gebrouwen door Brouwerij Boon te Lembeek.

## Achtergrond
Faro is lambiek waaraan kandijsuiker is toegevoegd. De smaak is dan ook zachter dan die van lambiek. Vroeger werd deze drank veel gedronken, omdat hij goedkoper was dan lambiek, doch hij raakte in de vergetelheid. Toch bestaan er nog een aantal op de Belgische markt. Faro is door het Vlaams Centrum voor Agro- en Visserijmarketing (VLAM) erkend als streekproduct. Bovendien is het een door de Europese Unie beschermd label of Gegarandeerde traditionele specialiteit (GTS).

## Het bier
Faro Boon is een faro met een alcoholpercentage van 5%. Hij bestaat uit 50% oude en 50% jonge lambiek, aangevuld met kandijsuiker en kruiden.